# 194970 Márai
A 194970 Márai (ideiglenes jelöléssel (194970) 2002 AY179) a Naprendszer kisbolygóövében található aszteroida. Piszkéstetőn fedezték fel 2002. január 13-án. Nevét Márai Sándor íróról kapta.